# Mizsér Attila
Mizsér Attila (Budapest, 1961. április 28. –) olimpiai bajnok öttusázó. A beceneve Rizsa volt, melyet egy sajtóhiba miatt kapott.

## Élete
Mizsér Jenő (öttusázó, edző) és Haraszti Erzsébet gyermekeként született. 1983–1987 között a Testnevelési Főiskola hallgatója volt. 1990–1994 között elvégezte a Külkereskedelmi Főiskolát.
1970–1994 között az Újpesti Dózsa és az Újpesti TE öttusázója, 1995-ben sportlövője volt. 1980–1994 között válogatott. 1979-ben junior vb bronzérmes volt csapatban, negyedik egyéniben. A következő évben mindkét versenyszámban negyedik helyezett lett. 1981-ben egyéniben 9., csapatban ötödik volt.
1982-ben már csapattag volt a felnőtt vb-n, ahol csapatban lett második. Egyéniben kilencedikként végzett. A következő világbajnoksága 1985-ben volt. Ekkor egyéniben első, csapatban második lett. Ebben az évben nyerte egyetlen egyéni felnőtt bajnoki címét. Ebben az évben az év magyar sportolójának választották. A következő évben csapatban szerzett vb ezüstérmet. Egyéniben kilencedikként zárt. 1987-ben csapat világbajnok lett, az egyéni értékelésben 10. helyezett volt. Az 1988-as Szöuli Olimpián Martinek János és Fábián László társaként megnyerte a csapat aranyat. Az egyéni versenyben negyedik volt. Ebben az évben Warendorfban második, Budapesten ötödik, Tokióban és Rómában első volt.
1989-ben a nemzetközi versenyeken San Antonióban és Rómában első, Aldershotban második, Budapesten negyedik, Frankfurtban harmadik volt. Ezenkívül Budapesten két világbajnoki aranyérmet nyert. A következő évben váltóban volt második a vb-n. Csapatban és egyéniben negyedik lett. A vk-versenyek közül Budapesten negyedik volt. A szezonban többször is sérülést szenvedett. Emiatt nem vehetett részt a vk-döntőn sem. 1991-ben csapatban szerzett bronzérmet a világbajnokságon. Egyéniben 31. lett. A világkupában Párizsban és Essenben ötödik, Budapesten tizenkettedik, Milton Keynesben második volt. Az olimpia évében Mexikóban negyedik, Párizsban 13., Rómában hetedik, Budapesten első volt. A világkupában negyedik lett. A barcelonai olimpián Az egyéni versenyben lett második, csapatban ötödik lett.
1993-ban váltóban lett világbajnok, egyéniben 13.-ként zárt. Az Európa-bajnokságon csapatban és váltóban lett első, egyéniben nyolcadik lett. A világkupában Mexikóban harmadik, Rómában első volt. 1994-ben Párizsban és Szófiában negyedik, Warendorfban kilencedik, Budapesten hetedik volt. A vb-n kiesett a selejtezőben, csapatban hatodik lett. 1994 novemberében bejelentette, hogy befejezi pályafutását.
Sportlövészetben négyszeres bajnok.
1996-ban a Magyar Öttusa Szövetség elnökségi tagja, 2009-ben alelnöke lett.
2015 novemberében a 2024. évi nyári olimpiai játékok magyar pályázatának sportigazgatójának nevezték ki.

## Magánélete
1991-ben feleségül vette Éri Edinát. Három lányuk és egy fiuk született: Alexa (1992), Melissa (1994), Márk (2003) és Norina (2010).

## Díjai, elismerései
- Az év magyar öttusázója (1985, 1990, 1992)
- Az év magyar sportolója (1985)
- A Magyar Népköztársaság csillagrendje (1988)
- Az év magyar sportcsapatának tagja (1987, 1988, 1989)
- Magyar Köztársasági Arany Érdemkereszt (1992)
- Nemzetközi Fair Play-oklevél (1995)
- Magyar Fair Play-díj, életmű kategória (1995)

## Kötete
- Sportháromság. Konfliktuskezelés az edző – szülő – versenyző kapcsolatrendszerben; MediaBook, Bp., 2018